# Nonstop Nonsens
Nonstop Nonsens war eine humoristische Fernsehserie, deren erste Folge am 29. März 1975 im Deutschen Fernsehen ausgestrahlt wurde. Bis 1980 wurden 20 Folgen produziert und im Hauptabendprogramm (20:15 Uhr) gesendet. Dieter Hallervorden war Erfinder, Hauptdarsteller und Co-Texter der populären Serie. Regie führte in allen Folgen Heinz Liesendahl, als Texter fungierte unter anderem Wolfgang Menge. Neben Hallervorden traten unter anderem Rotraud Schindler, Kurt Schmidtchen und Gerhard Wollner als Darsteller auf.

## Konzeption, Inhalte
Alle Nonstop-Nonsens-Folgen sind etwa 42 Minuten lang und nach demselben Schema aufgebaut.

### Vorspann
Im Vorspann werden kurze Ausschnitte aus der Serie und Archivaufnahmen gezeigt, vor allem fingierte Unfälle und Stunts, die schließlich mit dem Einsturz einer Häuserzeile enden. Danach tritt Hallervorden knallbunt gekleidet vor einen Vorhang und setzt sich mitten ins Live-Publikum, um mit diesem das Geschehen zu verfolgen. In den ersten Folgen war dies noch nicht der Fall; Hallervorden pflegte dort eine kurze Ansprache zu halten.
Bei der Titelmusik handelt es sich um eine Instrumentalversion des Liedes „Make 'Em Laugh“ aus dem 1952 erschienenen Musicalfilm Singin’ in the Rain.

### Die Fortsetzungsgeschichte
In vier bis fünf Fortsetzungsfilmen, die jeweils ca. fünf Minuten dauern, tritt Hallervorden in der Rolle des vertrottelten Didi Meisenkaiser oder Herrn Slap (in den ersten beiden Folgen) auf. Die einzelnen Geschichten tragen Titel wie „Didi’s erster Winterurlaub“, „Didi zieht um“, „Didi in Gangsterkreisen“ oder „Didi als Polizist“; einzig die Folge „Didi im wilden Westen“ dauert knapp 45 Minuten ohne Unterbrechungen. Didis Handlungen münden grundsätzlich im Chaos – meist verursacht durch die Tücke des Objekts oder nicht geklärte Verwechslungen –, und seine Bemühungen, dieses Chaos zu bändigen, verstärken es noch erheblich. Regelmäßig wird er mit einer anderen Person verwechselt oder ist gezwungen, hinter wichtigen Gegenständen (Trauring, Diamant) herzujagen.
Didi Meisenkaiser tritt in skurrilen Kostümierungen in Erscheinung oder muss peinlicherweise in spärlicher Bekleidung agieren. Seine Mitmenschen werden durch seine Aktionen stark in Mitleidenschaft gezogen, aber auch er selbst hat mit körperlichen Herausforderungen zu kämpfen. Er rast bäuchlings eine Skipiste hinab oder kracht auf dem Dach eines führerlosen Wagens in eine Mauer. Hallervorden führte die Stunts in der Regel selbst aus.

### Sketche
Zwischen den einzelnen Fortsetzungsfilmen werden Live-Sketche präsentiert, in denen Hallervorden regelmäßig in der Rolle eines listig-durchtriebenen Zeitgenossen zu sehen ist, der seine Mitmenschen zur Verzweiflung treibt. Typischerweise betritt der Komiker ein Ladengeschäft oder Reisebüro und bringt seine Gesprächspartner aus der Fassung, indem er übertrieben begriffsstutzig agiert oder sie durch abwegige, aber meistens völlig logisch zu bewertende Fragen verwirrt (Beispiel: „Ich möchte gern diesen Pelz bei Ihnen reinigen lassen.“ – „Aber der gehört Ihnen doch gar nicht!“ – „Werden hier nur Pelze gereinigt, die mir gehören?“). Auch kleine Einspielfilme zeigen den Komiker in lustigen Situationen („Der Mittelteil von Doktor Schiwago“).

### Lieder und Begriffe
In Nonstop Nonsens tritt Hallervorden auch als Interpret humoristischer Lieder in Erscheinung. Der Komiker, der keineswegs den gängigen Schönheitsidealen entspricht, ironisiert dabei mit Titeln wie „Ich bin der schönste Mann in unserer Mietskaserne“ oder „Ich brech’ die Herzen der stolzesten Frau’n“ gezielt sein Aussehen.
Eine Sonderfolge Nonsens nach Noten widmete sich ausschließlich den musikalischen Darbietungen Hallervordens. Als bekannteste Titel waren neben den eben genannten auch „Ich bring mich für mein Leben gerne um“ sowie „Debededehakape – Doof bleibt doof, da helfen keine Pillen“ vertreten.
Der Zumsel ist ein Begriff, den Dieter Hallervorden im gleichnamigen Sketch geprägt hat. Darin spielt Hallervorden einen Antiquitätenhändler, der einen schwierigen Kunden bedient. Dieser will etwas ganz besonders Seltenes kaufen und entdeckt im Laden einen Scheuerlappen. Hallervorden preist ihm den als Zumsel an, um so einen hohen Verkaufspreis zu erzielen. Zur Untermauerung des Wertes wird auf angebliche Vorbesitzer (etwa Napoleon) verwiesen. Der Zumsel sei im Weltkrieg beschädigt worden, der wiederum allein dadurch ausgebrochen sei, weil die Bayern nicht damit einverstanden gewesen seien, dass man Einstein mit dem Zumsel zum deutschen Kaiser krönen wollte. Der Sketch „Der Zumsel“ war Teil der Folge „Der Zumsel und andere Antiquitäten“ in Nonstop Nonsens, er wurde zum ersten Mal am 10. Oktober 1979 ausgestrahlt.

### Der gespielte Witz
Nach dem Ende des Abspanns wird die Sendung mit dem „gespielten Witz“ beendet. Dabei handelt es sich um einen vor Publikum gespielten Sketch mit Einleitung durch und Teilnahme von Dieter Hallervorden. Da der Abspann bereits gelaufen ist, dauert der Sketch nur wenige Sekunden bis Minuten.
Berühmtheit erlangte der Sketch „Palim-Palim“.

## Wichtige Mitspieler
In Nonstop Nonsens arbeitete Dieter Hallervorden mit einem Stamm-Ensemble zusammen, das in den verschiedenen Sketchen und Filmen die unterschiedlichsten Charaktere spielte. Hallervordens damalige Ehefrau Rotraud Schindler übernahm nahezu alle Frauenrollen. Auch ihre gemeinsamen Kinder Dieter jun. und Nathalie (seinerzeit neun Jahre alt) waren in einigen Sketchen zu sehen. Der kleingewachsene, schmächtige Kurt Schmidtchen wurde gern in der Rolle des quirligen, gutmütigen, auch gelegentlich cholerischen Herrn eingesetzt. Gerhard Wollner spielte häufig das cholerische Opfer des skrupellos-trickreichen Hallervorden und wurde von diesem gerne zur Weißglut getrieben. In den ersten Folgen war Volker Prechtel mehrmals als clownesker Ordnungshüter und Sheriff zu sehen. Der österreichische Schauspieler Herbert Fux tauchte in den Fortsetzungsfilmen häufig als Bösewicht auf.

## Drehorte
Die Dreharbeiten fanden unter anderem in Berlin, München, in den Schweizer Alpen im Kanton Graubünden und auf dem Kreuzfahrtschiff Europa statt.

## Fernsehgeschichtliche Bedeutung
Nonstop Nonsens zählte in den 1970er Jahren zu den populärsten humoristischen Serien im deutschen Fernsehen und etablierte Dieter Hallervorden als erfolgreichen Komiker, nach dem Ende der Serie drehte er mehrere Kinokomödien. Einige Dialoge und Redewendungen aus Nonstop Nonsens sind in den deutschen Sprachschatz eingegangen, zum Beispiel „Hach, ist das aufregend!“, „Wie bitte? Ins Hoteeel???“, „Palim-Palim“ sowie das legendäre „Pech für die Kuh Elsa“.

## DVD
Seit 2005 ist Nonstop Nonsens als zweiteiliges DVD-Set mit insgesamt sieben DVDs erhältlich. Ende 2014 erschien zudem eine Blu-ray-Ausgabe mit der kompletten Serie auf einem Datenträger im SD-Format.

## Liste der Fortsetzungsgeschichten
Episoden:
| Jahr | Folge | Titel                                 | Erstausstrahlung   |
| ---- | ----- | ------------------------------------- | ------------------ |
| 1975 | 01    | Herr Slap und das verpaßte Rendezvous | 29. März 1975      |
| 1976 | 02    | Herr Slap und die Hochzeit auf Raten  | 3. Februar 1976    |
| 1977 | 03    | Didi’s erster Winterurlaub            | 4. Januar 1977     |
| 1977 | 04    | Didi zieht um                         | 25. Januar 1977    |
| 1977 | 05    | Didi und das Millionending            | 22. Februar 1977   |
| 1977 | 06    | Didi als Strohwitwer                  | 15. März 1977      |
| 1977 | 07    | Didi im wilden Westen                 | 5. April 1977      |
| 1977 | 08    | Didi oder Der Torwart wider Willen    | 3. Mai 1977        |
| 1978 | 09    | Didi und der I. Preis                 | 7. Februar 1978    |
| 1978 | 10    | Didi als Privatdetektiv               | 7. März 1978       |
| 1978 | 11    | Didi's erste Schiffsreise             | 11. April 1978     |
| 1978 | 12    | Didi als Gigolo                       | 16. Mai 1978       |
| 1978 | 13    | Didi als Glückspilz                   | 20. Juni 1978      |
| 1978 | 14    | Didi in der Ritterzeit                | 25. Juli 1978      |
| 1979 | 15    | Didi als Taxifahrer                   | 18. September 1979 |
| 1979 | 16    | Didi in Gangsterkreisen               | 16. Oktober 1979   |
| 1979 | 17    | Didi als Polizist                     | 13. November 1979  |
| 1979 | 18    | Didi macht das Rennen                 | 11. Dezember 1979  |
| 1980 | 19    | Didi versucht sich als…               | 8. Januar 1980     |
| 1980 | 20    | Didi baut ein Haus                    | 5. Dezember 1980   |